# Музей Московского авиационного института
Музе́й Моско́вского авиацио́нного институ́та (Музей МАИ) входит в Музейно-выставочный комплекс национального исследовательского университета и находится на территории учебного заведения в районе Сокол Москвы в корпусе 24 на Ленинградском шоссе.

## Описание музея
Музейно-выставочный комплекс включает в себя историко-мемориальный зал, основной выставочный зал, конференц-зал, малый зал заседаний, зал временных выставок (зал художественной экспозиции). Экспозиция музея рассказывает об истории института с момента его основания, о развитии высшего инженерно-авиационного образования в России, о выдающихся учёных и выпускниках института, а также о вкладе МАИ, его учёных и выпускников в развитие и достижения отечественной и мировой авиационно-космической техники.

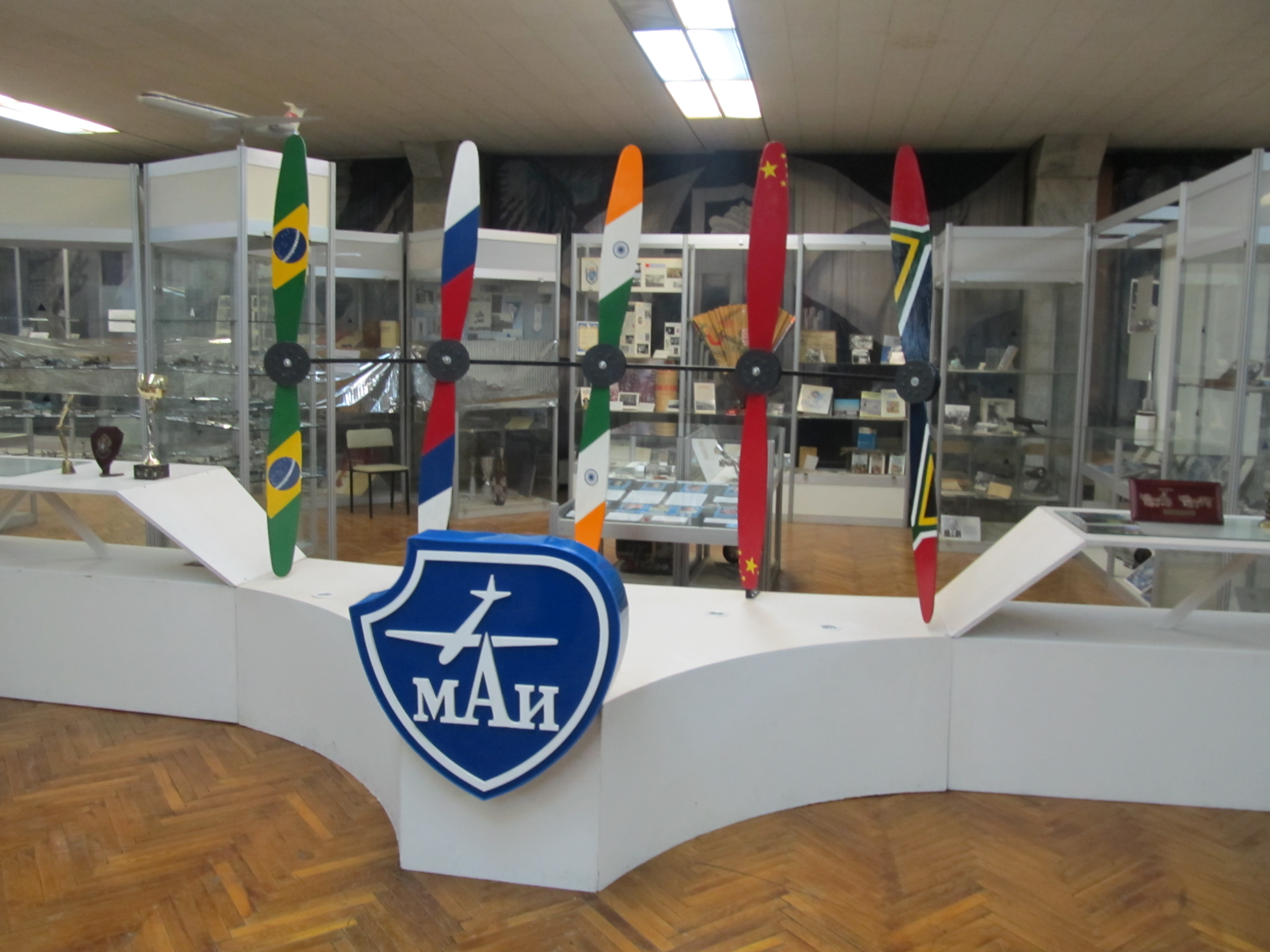
Центральная панорама основного выставочного зала музея МАИ

В Музее проводятся фотовыставки.

## История
| В целях проведения планомерных исследований и обобщения материалов по истории института, его традициям, творческому наследию выпускников, педагогов и учёных института, роли МАИ в развитии отечественной науки и техники летательных аппаратов, а также использования результатов этих работ в учебной и другой работе … Приказываю: 1. Организовать … Научно-исследовательскую лабораторию по истории института и авиационно-космической техники (НИЛ «История МАИ»)— Приказ №131 от 22 марта 1988 года. |

Музей истории открыт в день 60-летия МАИ — 20 марта 1990 года. Первым директором стала Маргарита Серафимовна Якобс.

## Посещение музея
Музей работает в будние дни. Приём посетителей проводится строго по предварительному согласованию.